# Eduard Prüssen
Eduard Prüssen (* 31. Oktober 1930 in Köln; † 2. Oktober 2019 ebenda) war ein deutscher Grafiker, Buchillustrator und Buchkünstler.

## Leben und Werk
Prüssen studierte angewandte Grafik an den Kölner Werkschulen bei Anton Wolff und Heinrich Hußmann. Bis 1955 arbeitete er als wissenschaftlicher Zeichner, künstlerischer Berater und Gestalter von Ausstellungsplakaten für das Rautenstrauch-Joest-Museum für Völkerkunde in Köln, danach bis 1958 als Werbe-Grafiker und Ausstellungsfachmann im Amerika-Haus in Köln. Seit 1958 war Prüssen freiberuflich tätig. Zwischenzeitlich unterrichtete er an der Volkshochschule. 1966 erhielt er die Bronzemedaille des Bayrischen Werbe-Fachverbandes.
In der Zeit von 1971 bis 1996 war Prüssen auch als Stadtgrafiker für Bergisch Gladbach tätig und zeichnete verantwortlich für das gesamte grafische Erscheinungsbild der Stadt. Unter anderem schuf er den bis heute gebräuchlichen Schriftzug der Stadt und das ehemalige Emblem des Theaters Puppenpavillon Bensberg.
Im In- und Ausland wurden ihm zahlreiche Ausstellungen und Werkschauen gewidmet.

## Von Prüssen illustrierte Bücher (Auswahl)
- Ludwig Thoma: Lausbubengeschichten, Gütersloh 1958.
- Valesca und Eduard Prüssen: Das Mondmännlein, München 1965.
- Franz-Josef Degenhardt: Spiel nicht mit den Schmuddelkindern, Hamburg 1967.
- Rudolf Hagelstange: Es war im Wal zu Askalon, München 1971.
- Siegfried Lenz: So zärtlich war Suleyken, Stuttgart 1974.
- Ignaz Zuchtriegel: Irische Schafe, Memmingen 1974.
- Manfred Rieger: Mein Baum trägt eine Vogelkrone, Schleiden 1980.
- Ursula Abels: Breit aus die Flügel beide, Bergisch Gladbach 1987.
- Edgar Allan Poe: The Raven. Le Corbeau. Köln 2000.
- Werner Schäfke und Günter Henne: Kölner Köpfe, Köln 2010.